# Malek Jaziri
Malek Jaziri (Bizerte, 20 januari 1984) is een Tunesisch voormalig tennisser. Hij stond éénmaal in de finale van een ATP-toernooi gewonnen. Ook nam hij deel aan enkele grandslamtoernooien. Hij heeft acht challengers in het enkelspel en twee challengers in het dubbelspel op zijn naam staan. Hij beëindigde zijn loopbaan in 2023.

## Palmares

### Enkelspel
| Nr.                  | Datum             | Toernooi      | Ondergrond    | Tegenstander in finale | Score            | Details |
| -------------------- | ----------------- | ------------- | ------------- | ---------------------- | ---------------- | ------- |
| Verloren finales     |                   |               |               |                        |                  |         |
| 1.                   | 6 mei 2018        | ATP Istanboel | Gravel        | Taro Daniel            | 6-7(4), 4-6      | Details |
| Gewonnen challengers |                   |               |               |                        |                  |         |
| 1.                   | 7 november 2011   | Genève        | Hardcourt (i) | Mischa Zverev          | 4-6, 6-3, 6-3    |         |
| 2.                   | 3 november 2013   | Genève        | Hardcourt (i) | Jan-Lennard Struff     | 6-4, 6-3         |         |
| 3.                   | 18 oktober 2015   | Rennes        | Hardcourt (i) | Igor Sijsling          | 5-7, 7-5, 6-4    |         |
| 4.                   | 20 maart 2016     | Guadalajara   | Hardcourt     | Stéphane Robert        | 5-7, 6-3, 7-6(5) |         |
| 5.                   | 9 april 2016      | Guadeloupe    | Hardcourt     | Stefan Kozlov          | 6-2, 6-4         |         |
| 6.                   | 18 augustus 2016  | Istanboel     | Hardcourt     | Dudi Sela              | 1-6, 6-1, 6-0    |         |
| 7.                   | 17 september 2016 | Istanboel     | Hardcourt     | Matteo Berrettini      | 7-6(4), 0-6, 7-5 |         |
| 8.                   | 25 maart 2018     | Quijng        | Hardcourt     | Blaz Rola              | 7-6(5), 6-1      |         |

### Palmares dubbelspel
| Nr.                  | Datum             | Toernooi | Ondergrond | Partner            | Tegenstanders in finale               | Score            |
| -------------------- | ----------------- | -------- | ---------- | ------------------ | ------------------------------------- | ---------------- |
| Gewonnen challengers |                   |          |            |                    |                                       |                  |
| 1.                   | 17 juli 2011      | Penza    | Hardcourt  | Arnau Brugués-Davi | Sergei Bubka Adrián Menéndez Maceiras | 6-7, 6-2, [10-8] |
| 2.                   | 29 september 2013 | Fargʻona | Hardcourt  | Farrukh Dustov     | Ilia Bozoljac Roman Jebavý            | 6-3, 6-3         |

## Resultaten grote toernooien
| Legenda | Legenda                          |
| ------- | -------------------------------- |
| g.t.    | geen toernooi gehouden           |
| l.c.    | lagere categorie                 |
| –       | niet deelgenomen                 |
| G       | uitgeschakeld in de groepsfase   |
| 1R      | uitgeschakeld in de eerste ronde |
| 2R      | uitgeschakeld in de tweede ronde |
| 3R      | uitgeschakeld in de derde ronde  |
| 4R      | uitgeschakeld in de vierde ronde |
| KF      | uitgeschakeld in de kwartfinale  |
| HF      | uitgeschakeld in de halve finale |
| F       | de finale verloren               |
| W       | het toernooi gewonnen            |
| w-v     | winst/verlies-balans             |

### Enkelspel
| toernooi             | 2011 | 2012 | 2013 | 2014 | 2015 | 2016 | 2017 | 2018 | 2019 |
| -------------------- | ---- | ---- | ---- | ---- | ---- | ---- | ---- | ---- | ---- |
| grandslamtoernooien  |      |      |      |      |      |      |      |      |      |
| Australian Open      | –    | –    | –    | –    | 3R   | 1R   | 3R   | 2R   | 1R   |
| Roland Garros        | –    | 2R   | –    | –    | 1R   | 2R   | 1R   | 2R   | 1R   |
| Wimbledon            | –    | 2R   | –    | 1R   | 1R   | 1R   | 1R   | 1R   | 1R   |
| US Open              | 2R   | 1R   | –    | –    | 1R   | 1R   | 2R   | 1R   | –    |
| ATP Masters 1000     |      |      |      |      |      |      |      |      |      |
| Indian Wells         | –    | –    | –    | –    | 2R   | –    | 4R   | –    | 2R   |
| Miami                | –    | –    | –    | 1R   | 1R   | –    | 3R   | –    | 1R   |
| Monte Carlo          | –    | –    | –    | –    | –    | –    | 1R   | –    | 1R   |
| Madrid               | –    | –    | –    | –    | –    | –    | –    | –    | –    |
| Rome                 | –    | –    | –    | –    | –    | –    | –    | –    | –    |
| Montreal/Toronto     | –    | –    | –    | 2R   | –    | –    | –    | –    | –    |
| Cincinnati           | –    | –    | –    | –    | –    | 1R   | –    | 2R   | –    |
| Shanghai             | –    | –    | –    | 3R   | –    | –    | –    | –    | –    |
| Parijs               | –    | –    | –    | –    | –    | –    | –    | 3R   | –    |
| olympisch            |      |      |      |      |      |      |      |      |      |
| Olympische Spelen    | g.t. | 2R   | g.t. | g.t. | g.t. | 1R   | g.t. | g.t. | g.t. |
| statistieken         |      |      |      |      |      |      |      |      |      |
| totaal aantal titels | 0    | 0    | 0    | 0    | 0    | 0    | 0    | 0    | 0    |
| eindejaarsranking    | 118  | 116  | 168  | 76   | 103  | 58   | 98   | 45   | 201  |

### Dubbelspel
| toernooi             | 2012 | 2013 | 2014 | 2015 | 2016 | 2017 | 2018 | 2019 |
| -------------------- | ---- | ---- | ---- | ---- | ---- | ---- | ---- | ---- |
| grandslamtoernooien  |      |      |      |      |      |      |      |      |
| Australian Open      | –    | –    | –    | 1R   | –    | 1R   | –    | 3R   |
| Roland Garros        | –    | –    | –    | –    | 1R   | 2R   | –    | 1R   |
| Wimbledon            | 1R   | –    | –    | 2R   | 1R   | 1R   | 1R   | 1R   |
| US Open              | –    | –    | –    | –    | 1R   | 2R   | HF   | 2R   |
| ATP Masters 1000     |      |      |      |      |      |      |      |      |
| (nog) geen deelnames |      |      |      |      |      |      |      |      |
| olympisch            |      |      |      |      |      |      |      |      |
| Olympische Spelen    | –    | g.t. | g.t. | g.t. | –    | g.t. | g.t. | g.t. |
| statistieken         |      |      |      |      |      |      |      |      |
| totaal aantal titels | 0    | 0    | 0    | 0    | 0    | 0    | 0    | 0    |
| eindejaarsranking    | 620  | 259  | 376  | 312  | 355  | 207  | 99   | 171  |